# Albig
Albig ist eine Ortsgemeinde im Landkreis Alzey-Worms in Rheinland-Pfalz. Sie gehört der Verbandsgemeinde Alzey-Land an.

## Geographische Lage
Der Weinort Albig liegt in Rheinhessen und ist zum großen Teil von Weinbergen umgeben. Alzey liegt 2 Kilometer südlich der Gemeinde.

## Geschichte

### Vorgeschichte
Spuren jungsteinzeitlicher (Spiralkeramik) und eisenzeitlicher Besiedlung (vermutlich durch die Kelten) wurden in Albig gefunden. Einige Funde, so auch Fibel, Ring und Gefäße aus einem Spätlatènezeitlichen Grab sind im Landesmuseum Mainz ausgestellt. Auf einem Hügel in der Nähe von Albig wurden die Grundmauern einer römischen Villa rustica entdeckt und in der irrigen Annahme, es handele sich um eine mittelalterliche Burgruine, „Schloss Hammerstein“ genannt.

### Mittelalter und frühe Neuzeit
Die älteste erhaltene Erwähnung von Albig – als Albucha im Wormsgau – stammt von 767. Sie stand in einer Schenkungsurkunde über einen Weinberg für das Kloster Lorsch. Eine Urkunde von 1135 nennt den Ort Albecho, er gehörte inzwischen zum Nahegau. Die Albiger Liebfrauenkirche wird zum ersten Mal im Jahre 962 urkundlich erwähnt. Das Kloster Otterberg war im Ort begütert und die Pfarrkirche kam noch vor 1325 zum Kloster. Das Patronatsrecht stand der Reichsabtei St. Maximin in Trier zu.
Vom 14. bis zum Ende des 18. Jahrhunderts gehörte der Ort zur Kurpfalz und unterstand dem Oberamt Alzey. 1766 wurde für die Christen römisch-katholischer Konfession eine Kapelle im Erdgeschoss des Rathauses eingerichtet. Diese Kombination aus Rathaus und Kirche ist eine Besonderheit.

### Neuzeit
Nach der Einnahme des linken Rheinufers durch französische Revolutionstruppen wurde die Region 1793 von Frankreich annektiert. Verzögert durch die Koalitionskriege wurde die Annexion erst nach 1797 konsolidiert und Albig gehörte von 1798 bis 1814 zum Kanton Alzey im Departement Donnersberg. Gerichtlich war im Bereich des Kantons für die Zivilgerichtsbarkeit das Friedensgericht Alzey zuständig, für die Angelegenheiten der freiwilligen Gerichtsbarkeit im übrigen Notariate.
Aufgrund von 1815 auf dem Wiener Kongress getroffenen Vereinbarungen und eines 1816 zwischen dem Großherzogtum Hessen (Hessen-Darmstadt), Österreich und Preußen geschlossenen Staatsvertrags kam Rheinhessen, und damit auch die Gemeinde Albig, zum Großherzogtum Hessen, das das neu erworbene Gebiet als Provinz Rheinhessen organisierte. Nach der Auflösung der Kantone in Rheinhessen kam der Ort 1835 zum neu errichteten Kreis Alzey, zu dem er bis 1969 gehörte.
Das Friedensgericht Alzey wurde 1879 aufgelöst und durch das Amtsgericht Alzey ersetzt.
Nach dem Zweiten Weltkrieg gehörte die Gemeinde zur französischen Besatzungszone und wurde 1946 Teil des neu gebildeten Landes Rheinland-Pfalz.
Bevölkerungsentwicklung
Die Entwicklung der Einwohnerzahl von Albig, die Werte von 1871 bis 1987 beruhen auf Volkszählungen:
| Jahr | Einwohner |
| 1815 | 722       |
| 1835 | 1.053     |
| 1871 | 948       |
| 1905 | 1.061     |
| 1939 | 1.117     |
| 1950 | 1.383     |
| 1961 | 1.296     |
| 1970 | 1.270     |

| Jahr | Einwohner |
| 1987 | 1.317     |
| 2005 | 1.660     |
| 2019 | 1.606     |
| 2022 | 1.622     |

## Politik

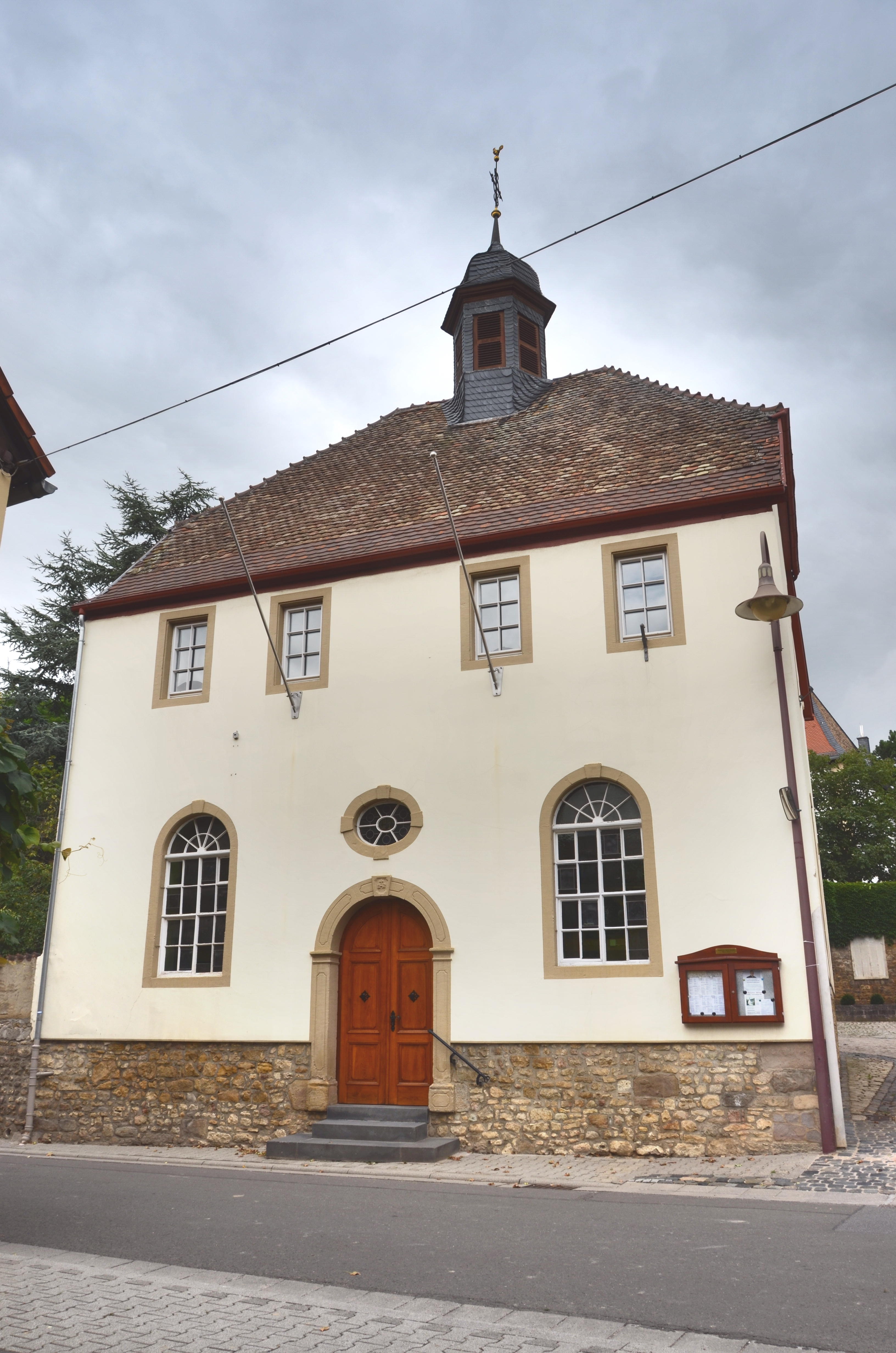
Das Rathaus von Albig

### Gemeinderat
Der Gemeinderat in Albig besteht aus 16 Ratsmitgliedern, die bei der Kommunalwahl am 9. Juni 2024 in einer personalisierten Verhältniswahl gewählt wurden, und dem ehrenamtlichen Ortsbürgermeister als Vorsitzendem.
Die Sitzverteilung im Gemeinderat:
| Wahl | SPD | CDU | FWG | Gesamt   |
| ---- | --- | --- | --- | -------- |
| 2024 | 3   | 3   | 10  | 16 Sitze |
| 2019 | 4   | 3   | 9   | 16 Sitze |
| 2014 | 6   | 4   | 6   | 16 Sitze |
| 2009 | 7   | 3   | 6   | 16 Sitze |
| 2004 | 7   | 4   | 5   | 16 Sitze |

- FWG = Freie Wählergruppe der Ortsgemeinde Albig e. V.

### Ortsbürgermeister
Ortsbürgermeister ist Wilfried Best (FWG). Bei der Direktwahl am 26. Mai 2019 wurde er mit einem Stimmenanteil von 82,06 % gewählt und ist damit Nachfolger von Günther Trautwein (SPD), der nicht mehr kandidiert hatte. Bei der Direktwahl am 9. Juni 2024 wurde er als einziger Bewerber mit 78,6 % der Stimmen in seinem Amt bestätigt. Die Wahlbeteiligung lag bei 65,7 %.

### Wappen
Das Wappen ist geteilt und zeigt im oberen Feld den Kurpfälzer Löwen und im unteren Feld einen stilisierten, dem Buchstaben A ähnlichen Galgen. Weiterentwicklung eines Albiger Gerichtssiegels aus dem 17. Jahrhundert.

### Gemeindepartnerschaft
Seit 1975 besteht eine Partnerschaft mit der französischen Gemeinde Signy-l’Abbaye (Département Ardennes).

## Kultur und Sehenswürdigkeiten
Regelmäßige Veranstaltungen
- Wein- und Sonnenblumenfest am vorletzten Wochenende im Juli
- Kerb (Kirchweih) am zweiten Sonntag im September
- Albig ist weithin berühmt für eine besondere rheinhessische Spezialität, die Albiger Backesgrumbeere.

Siehe auch:
- Liste der Kulturdenkmäler in Albig

## Wirtschaft und Infrastruktur

### Weinbau

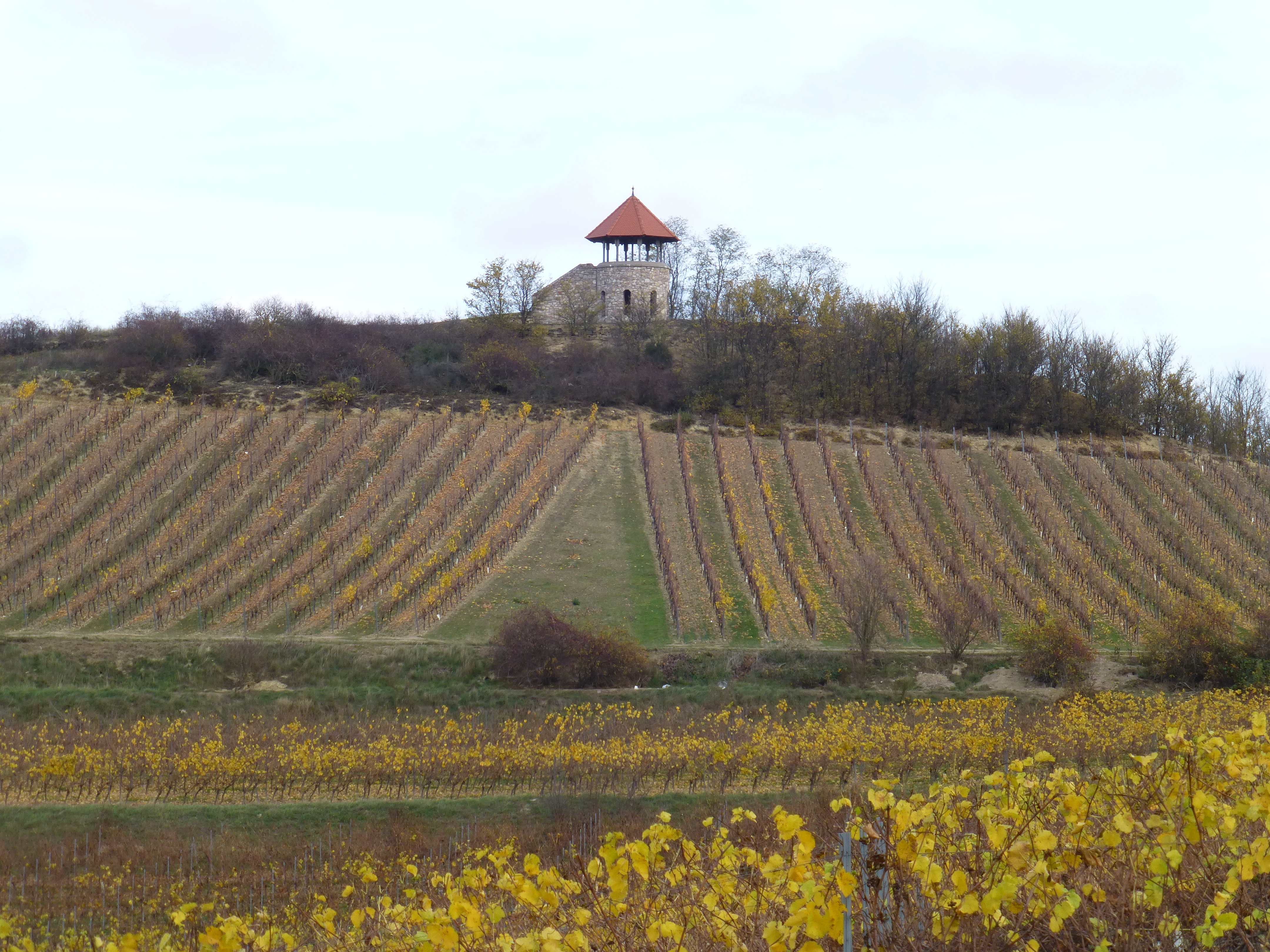
Der Weinbergs- und Aussichtsturm Turm „Auf dem Fels“

Albig gehört zum „Weinbaubereich Nierstein“ im Anbaugebiet Rheinhessen. Im Ort sind 24 Weinbaubetriebe tätig, die bestockte Rebfläche beträgt 345 Hektar. Etwa 72 % des angebauten Weins sind Weißweinrebsorten (Stand 2010). Im Jahre 1979 waren noch 77 Betriebe tätig, die damalige Rebfläche betrug 284 Hektar.
Weinlagen
Die Rebflächen liegen auf Mergel- und Kalksteinböden in der Großlage Petersberg, die aus folgenden Einzellagen besteht:
- Homberg, 52 Hektar[13]
- Hundskopf, 141 Hektar[14]
- Schloß Hammerstein, 160 Hektar[15]

In der Weinlage Hundskopf steht am höchsten Punkt der Turm „Auf dem Fels“, ein 2001 eingeweihter Weinbergs- und Aussichtsturm.

### Verkehr
Im Ort befindet sich der Haltepunkt Albig, an dem die Regionalbahnen der Bahnstrecken Alzey–Mainz und Worms–Alzey–Bingen (Rhein) Stadt halten.
Auf dem Gebiet der Gemeinde Albig befindet sich das Autobahnkreuz Alzey. Die nächsten beiden Autobahnanschlussstellen sind aber trotzdem gut zwei bis drei Kilometer entfernt, diese sind: Biebelnheim für die A 63 und Bornheim für die A 61. Am westlichen Ortsrand führt die Bundesstraße 271 am Ort vorbei.

## Persönlichkeiten
- Philipp Jakob Mayer (* 14. April 1870 in Albig; † 3. Januar 1936 in Mainz), römisch-katholischer Theologe, Generalvikar der Diözese Mainz